# Нови Карловци
Нови Карловци су насеље у Србији у општини Инђија у Сремском округу, (познати и као Сасе међу локалним становништвом) се налазе неких 10 километара источно од Инђије. Према попису из 2022. било је 2552 становника.
Основна привредна делатност у заједници је пољопривреда, углавном ратарска производња пшенице, кукуруза, сунцокрета и шећерне репе.

## Демографија
У насељу Нови Карловци живи 2417 пунолетних становника, а просечна старост становништва износи 40,4 година (39,3 код мушкараца и 41,5 код жена). У насељу има 901 домаћинство, а просечан број чланова по домаћинству је 3,37.
Ово насеље је великим делом насељено Србима (према попису из 2002. године).
|  |

| Демографија | Демографија | Демографија |
| Година      | Становника  | Становника  |
| ----------- | ----------- | ----------- |
| 1948.       | 3.202       |             |
| 1953.       | 3.299       |             |
| 1961.       | 3.427       |             |
| 1971.       | 3.060       |             |
| 1981.       | 3.050       |             |
| 1991.       | 2.947       | 2.920       |
| 2002.       | 3.036       | 3.074       |

| Етнички састав према попису из 2002.‍ | Етнички састав према попису из 2002.‍ | Етнички састав према попису из 2002.‍ | Етнички састав према попису из 2002.‍ | Етнички састав према попису из 2002.‍ |
| ------------------------------------ | ------------------------------------ | ------------------------------------ | ------------------------------------ | ------------------------------------ |
|                                      |                                      |                                      |                                      |                                      |
| Срби                                 | Срби                                 |                                      | 2.897                                | 95,42%                               |
| Роми                                 | Роми                                 |                                      | 21                                   | 0,69%                                |
| Хрвати                               | Хрвати                               |                                      | 17                                   | 0,55%                                |
| Словаци                              | Словаци                              |                                      | 12                                   | 0,39%                                |
| Црногорци                            | Црногорци                            |                                      | 2                                    | 0,06%                                |
| Украјинци                            | Украјинци                            |                                      | 1                                    | 0,03%                                |
| Руси                                 | Руси                                 |                                      | 1                                    | 0,03%                                |
| Македонци                            | Македонци                            |                                      | 1                                    | 0,03%                                |
| Албанци                              | Албанци                              |                                      | 1                                    | 0,03%                                |
| Југословени                          | Југословени                          |                                      | 1                                    | 0,03%                                |
| непознато                            | непознато                            |                                      | 42                                   | 1,38%                                |

| Година пописа     | 1948. | 1953. | 1961. | 1971. | 1981. | 1991. | 2002. |
| ----------------- | ----- | ----- | ----- | ----- | ----- | ----- | ----- |
| Број домаћинстава | 765   | 806   | 906   | 856   | 901   | 867   | 901   |

| Број чланова      | 1   | 2   | 3   | 4   | 5   | 6  | 7  | 8 | 9 | 10 и више | Просек |
| ----------------- | --- | --- | --- | --- | --- | -- | -- | - | - | --------- | ------ |
| Број домаћинстава | 141 | 200 | 152 | 178 | 107 | 81 | 32 | 8 | 2 | 0         | 3,37   |

| Пол    | Укупно | Неожењен/Неудата | Ожењен/Удата | Удовац/Удовица | Разведен/Разведена | Непознато |
| ------ | ------ | ---------------- | ------------ | -------------- | ------------------ | --------- |
| Мушки  | 1.272  | 351              | 803          | 67             | 39                 | 12        |
| Женски | 1.280  | 217              | 799          | 219            | 41                 | 4         |
| УКУПНО | 2.552  | 568              | 1.602        | 286            | 80                 | 16        |

| Пол    | Укупно                    | Пољопривреда, лов и шумарство | Рибарство                            | Вађење руде и камена | Прерађивачка индустрија       |
| ------ | ------------------------- | ----------------------------- | ------------------------------------ | -------------------- | ----------------------------- |
| Мушки  | 698                       | 367                           | 0                                    | 1                    | 106                           |
| Женски | 409                       | 198                           | 0                                    | 1                    | 50                            |
| УКУПНО | 1.107                     | 565                           | 0                                    | 2                    | 156                           |
| Пол    | Производња и снабдевање   | Грађевинарство                | Трговина                             | Хотели и ресторани   | Саобраћај, складиштење и везе |
| Мушки  | 2                         | 40                            | 30                                   | 6                    | 11                            |
| Женски | 3                         | 1                             | 49                                   | 4                    | 2                             |
| УКУПНО | 5                         | 41                            | 79                                   | 10                   | 13                            |
| Пол    | Финансијско посредовање   | Некретнине                    | Државна управа и одбрана             | Образовање           | Здравствени и социјални рад   |
| Мушки  | 1                         | 4                             | 11                                   | 9                    | 3                             |
| Женски | 5                         | 4                             | 10                                   | 16                   | 29                            |
| УКУПНО | 6                         | 8                             | 21                                   | 25                   | 32                            |
| Пол    | Остале услужне активности | Приватна домаћинства          | Екстериторијалне организације и тела | Непознато            | Непознато                     |
| Мушки  | 8                         | 0                             | 0                                    | 99                   | 99                            |
| Женски | 2                         | 0                             | 0                                    | 35                   | 35                            |
| УКУПНО | 10                        | 0                             | 0                                    | 134                  | 134                           |

## Познате личности
- Лазар Добрић, познатији као и Лаза харамбаша, био је хајдук
- Живан Живковић, есејиста, доцент на Филолошком факултету у Београду
- Павле Марковић-Адамов, књижевник
- Бане Опачић, композитор и текстописац
- Мира Радојевић, историчарка, универзитетска професорка и дописна чланица Српске академије наука и уметности.
- Марица Радојчић Прешић, српска математичарка
- Маријан Ристичевић, српски политичар, живи у Новим Карловцима